# La Petite Vertu
Pour plus de détails, voir Fiche technique et Distribution.
La Petite Vertu est un film français sorti en 1968, réalisé par Serge Korber d'après le roman de James Hadley Chase "But a Short Time to Live" (1951), publié en français sous le titre La Petite Vertu (Paris, Gallimard, coll. « Série noire ", 1961).

## Synopsis
Ferdinand dit Fred (Jacques Perrin) survit en photographiant les touristes à Paris. Il partage le studio de son patron Jules Polnick (Pierre Brasseur) avec son ami François (Michel Creton). François est amoureux de Janine (Cécile Vassort), la maîtresse de Ferdinand, et veut l'épouser. Il arrange un rendez-vous dans un bar. Par hasard, il croise la route de Claire (Dany Carrel), une jolie voleuse, prostituée à l'occasion. C'est le coup de foudre, et ils vivent une magnifique histoire d'amour jusqu'à la réapparition de l'inquiétant Brady (Robert Hossein), l'ancien « protecteur » de Claire.

## Fiche technique
- Titre : La Petite Vertu
- Réalisation : Serge Korber
- Scénario : Michel Audiard et Claude Sautet, d'après But a Short Time to Live, roman de James Hadley Chase paru en 1961[1]
- Production : Irénée Leriche et Robert Sussfeld
- Société de production : Gaumont
- Musique : Georges Delerue et Jean-Claude Massoulier
- Photographie : Jean Rabier
- Montage : Marie-Claire Korber
- Décors : Robert Luchaire
- Pays de production : France
- Format : couleur (Eastmancolor) — 35 mm — 1,85:1 — monophonique
- Genre : comédie dramatique
- Durée : 105 minutes
- Date de sortie : France  : 21 février 1968

## Distribution
- Dany Carrel : Claire Augagneur
- Jacques Perrin : Ferdinand « Fred » Thibault
- Robert Hossein : Louis Brady
- Pierre Brasseur : Jules Polnick
- Michel Creton : François
- Cécile Vassort : Janine
- Raymond Gérôme : Maxime Kerman
- Micheline Luccioni : Doris
- Alfred Adam : « Lajoie »
- Jean-Claude Massoulier : Hubert
- Robert Dalban : l'inspecteur Lorenzi
- Odile Poisson : Martine
- Yvon Sarray : le gérant brasserie
- Philippe Vallauris : Marcel, le barman de la brasserie
- Roger Bontemps : le type du bar
- Pierre Richard (homonyme à ne pas confondre avec l'acteur né en 1934) : Théo
- Jacques Préboist : l'agent police
- Christian Duroc : photo-stoppeur
- Xavier Fonty : photo-stoppeur
- Jacques Cathy : le maire
- Bernard Letrou : le garagiste
- Marcel Gassouk

## Autour du film
- Notons l'apparition en caméo du cinéaste Claude Chabrol en client du Club 2.